# Tripy Makonda
Tripy Makonda (Ivry-sur-Seine, 24 gennaio 1990) è un ex calciatore francese, di ruolo difensore.

## Carriera

### Club
Dal 2009 al 2011 ha vestito la maglia del Paris Saint-Germain, nell'estate 2011 è passato al Brest.

## Palmarès

### Club

#### Competizioni nazionali
- Coppa di Francia: 1

Paris Saint-Germain: 2009-2010